# 新北市蘆洲區成功國民小學
新北市蘆洲區成功國民小學是一所位在新北市蘆洲區的公立小學。創立於1988年7月1日，是蘆洲成立的第三所國民小學。於2000年時學生人數共5973人，成為當時台灣學生人數最多、全世界密度最大的國小，在2002年8月才被土城區清水國小取代。

## 校史
- 1984年8月，都市計劃為「文小四」用地[3]。
- 1987年5月：台北縣政府派鷺江國小曾校長松平兼成功國小籌備處主任。
- 1989年11月9日：第一期校舍工程開始動工，地號為「蘆洲鄉光華段527地號」[4]。
- 1992年5月30日：成功國民小學舉行落成典禮[5]。
- 1997年10月6日：蘆洲升格為市，更名為「台北縣蘆洲市成功國民小學」。

## 學區
- 所屬學區：
成功里、長安里、忠義里、延平里、九芎里、永康里、永德里
- 自由學區：
  - 成功國小、蘆洲國小自由學區：永安里
  - 成功國小、忠義國小自由學區：永樂里20至27鄰、正義里7鄰

## 歷屆校長
第一任：宋增玉先生，民國77年8月20日就任。
第二任：楊明決先生（原更寮國小校長），民國82年8月1日就任。
第三任：張木先生（原國泰國小校長），民國87年8月1日就任。
第四任：許利楨先生（原泰山國小校長），民國94年8月1日就任。（因涉及午餐事件遭到撤換）
代理：柯明忠先生（原候用校長）。
第五任：謝聖賢先生（原更寮國小校長），民國101年8月1日就任。
第六任：蕭惠文女士（原候用校長），民國104年8月1日就任。
第七任：蔡建文先生（原土城國小校長），民國112年8月1日就任。

## 特殊事蹟
- 成功國小棒球隊參加113年TOTO盃新北市少棒錦標賽榮獲冠軍，組訓新北市代表隊，參加 113年TOTO盃全國少棒錦標賽再取得冠軍，代表我國赴菲律賓參加2024年美國小馬聯盟PONY野馬級（11-12歲組）亞太區少棒錦標賽，榮獲亞軍。
- 成功國小少棒隊參加113年華南金控盃少棒錦標賽榮獲冠軍，因已組訓新北市TOTO盃代表隊，爰由第二名大豐國小代為組訓新北市代表隊參加全國賽。
- 成功國小管樂團於113年度至馬來西亞吉隆坡崇文華文小學交流，於該校舉行聯合音樂晚會。